# Jezioro Powidzkie

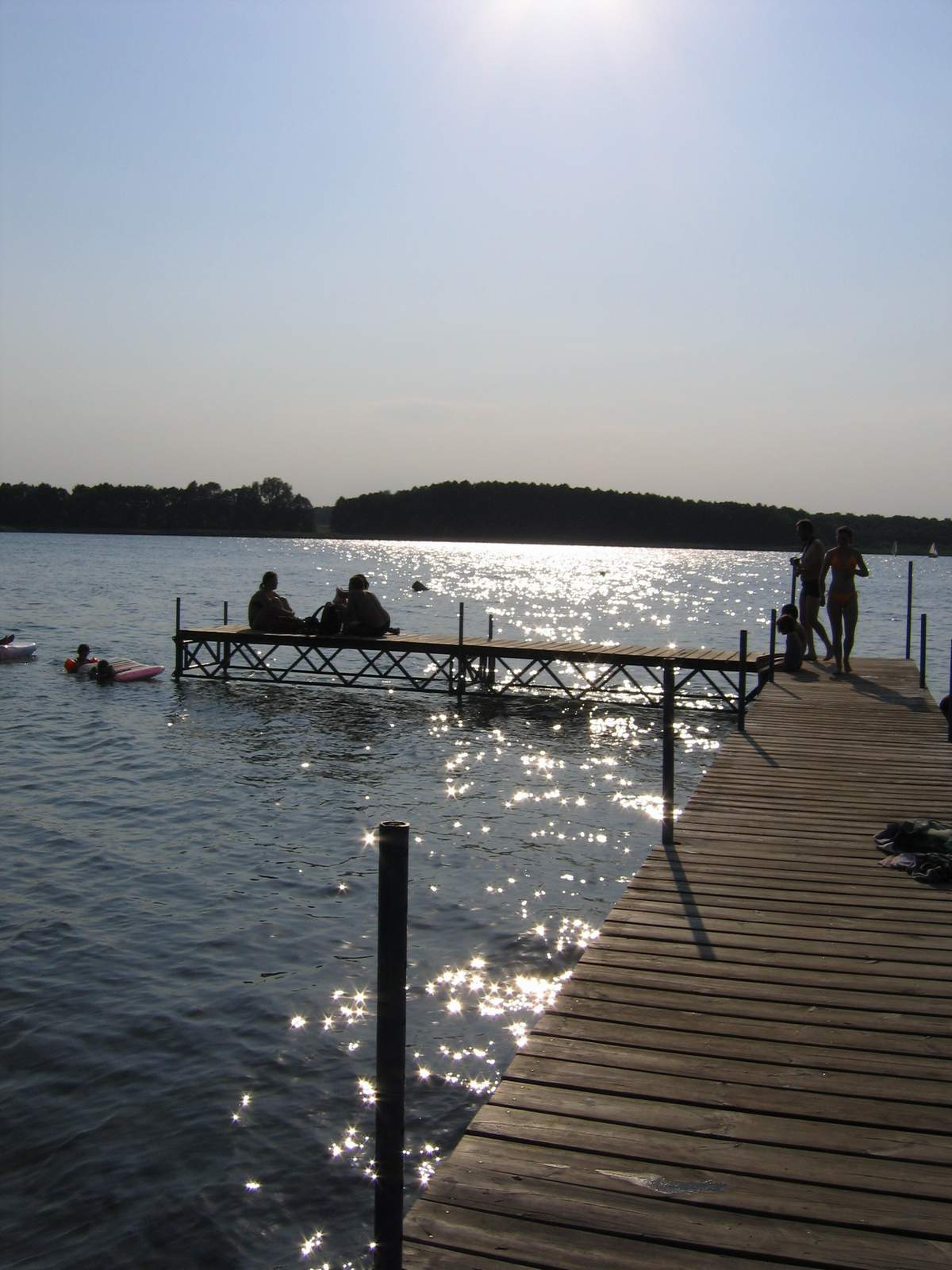
Kąpielisko w Giewartowie

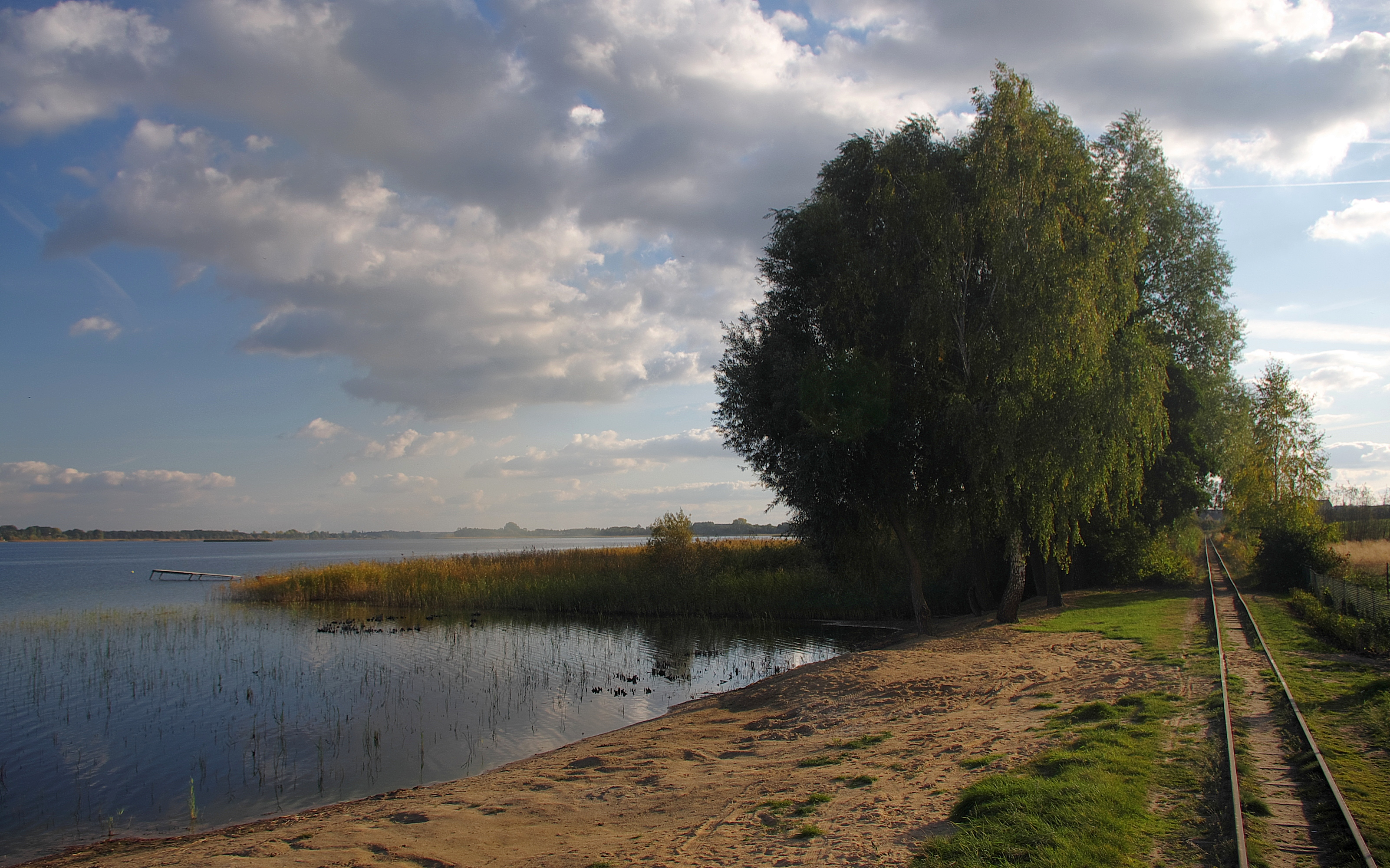
Fragment linii GKW nad Jeziorem Powidzkim

Jezioro Powidzkie – jezioro polodowcowe typu rynnowego w województwie wielkopolskim, w powiecie słupeckim, w gminie Powidz i Ostrowite, leżące na terenie Równiny Wrzesińskiej.

## Charakterystyka
Jest największym jeziorem województwa wielkopolskiego i najczystszym jeziorem w Polsce. 

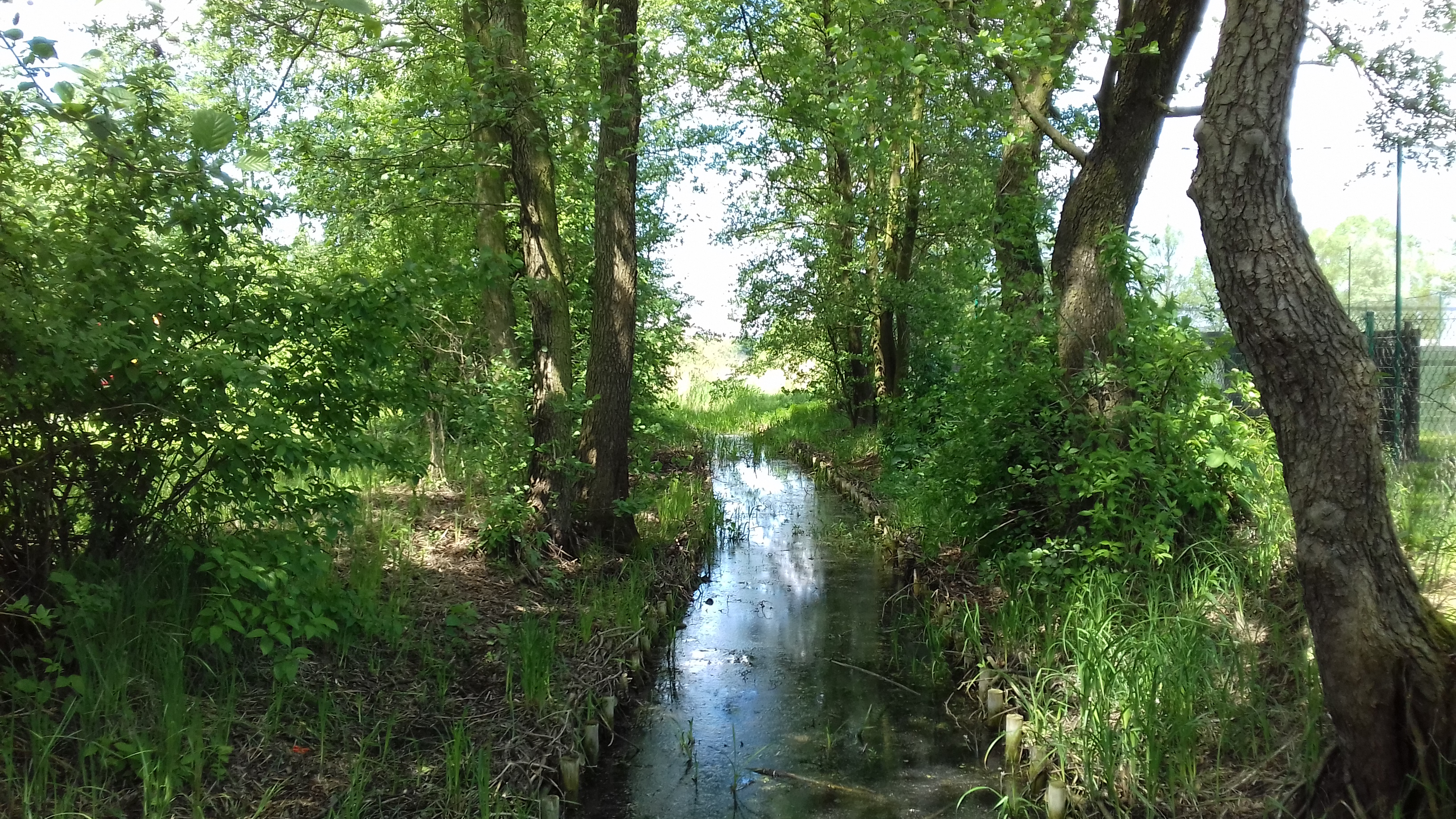
Wypływ rzeki Meszny z Jeziora Powidzkiego

Jezioro Powidzkie jest źródłem rzeki Meszny, wypływającej z jeziora pomiędzy Giewartowem a Kochowem.
W ciągu ostatnich kilku lat brzegi jeziora przesunęły się w niektórych miejscach do 5 metrów, a mielizna na środku jeziora, przekształciła się w małą wyspę. Jezioro objęte jest strefą ciszy, co sprawia, że wody jeziora są czyste z dobrze rozwiniętą fauną (m.in. łabędź niemy czy żuraw) i florą (np. komornica wąskolistna). 
W części północnej w jezioro wrzyna się długi na 3,5 km Półwysep Ostrowski.
Jezioro ma doskonałe warunki do kąpieli oraz do uprawienia sportów wodnych. Kąpieliska znajdują się m.in. w Giewartowie, Kosewie, Powidzu i Przybrodzinie.
Podczas zaborów przez jezioro przebiegała granica rosyjsko-pruska.

## Dane morfometryczne
Powierzchnia zwierciadła wody według różnych źródeł wynosi od 1035,9 ha przez 1097,5 ha do 1174,7 ha.
Zwierciadło wody położone jest na wysokości 98,4–98,5 m n.p.m. lub 98,3 m n.p.m. Średnia głębokość jeziora wynosi 11,5 m lub 12,7 m, natomiast głębokość maksymalna 46,0 m lub 45,4 m.
Na podstawie badań przeprowadzonych w 2004 roku wody jeziora zaliczono do II klasy czystości i II kategorii podatności na degradację. W późniejszych latach czystość wody w jeziorze uległa poprawie. Według badań z 2015 roku, Jezioro Powidzkie zostało zaliczone do I klasy czystości. W 2023 roku rekord widzialności w tym jeziorze wyniósł aż 10,38 m. 
Rozwinięcie linii brzegowej wynosi – 2,97; Wskaźnik odsłonięcia – 81,6.. Powierzchnia zlewni całkowitej (z jeziorem) wynosi 80,1 km².

## Legenda
Według dawnej legendy przed wiekami nad Jeziorem Powidzkim stał kamienny posąg pogańskiego bożka Powidza, a w pobliskim chramie jego nieśmiertelna córka Diwa strzegła wiecznie płonącego ognia. Któregoś dnia Mieszko I, głosząc nową wiarę, strącił jednak posąg do jeziora. Widząc to Diwa rzuciła się za posągiem w fale jeziora. Do dziś w marcowe noce ma wynosić na brzeg posąg swojego ojca, śpiewając przy tym dawne pieśni ludowe. 
Na podstawie tej legendy Józef Aleksander Mniszewski napisał poemat Powidzianka. 